# Guerra de Tigray
La guerra de Tigray fue un conflicto armado iniciado en noviembre de 2020, cuando estalló un enfrentamiento civil en la región de Tigray de Etiopía entre las autoridades regionales y el gobierno federal. Después de una exitosa contraofensiva del gobierno en respuesta, y luego de una serie de negociaciones con el Frente de Liberación Popular de Tigray, Etiopía declaró una tregua humanitaria indefinida el 24 de marzo de 2022, para permitir la entrega de ayuda humanitaria en Tigray.
Tras años de crecientes tensiones y hostilidades entre el TPLF y los gobiernos de Etiopía y Eritrea, los combates comenzaron cuando las fuerzas del TPLF atacaron la sede del Comando Norte de la Fuerza de Defensa Nacional Etíope (ENDF), junto con varias otras bases en Tigray.  Las ENDF contraatacaron desde el sur, mientras que las Fuerzas de Defensa de Eritrea (EDF) comenzaron a lanzar ataques desde el norte, lo que el primer ministro Abiy Ahmed describió como una "operación de aplicación de la ley". Las fuerzas aliadas federales capturaron Mekele, la capital de la región de Tigray, el 28 de noviembre, después de lo cual Abiy declaró que la operación "había terminado". A pesar de ello, el TPLF señalo que continuaria luchando hasta explulsar a los "invasores", y el 28 de junio de 2021, las Fuerzas de Defensa de Tigray (TDF) retomaron Mekelle; En julio de ese mismo año, también habían avanzado hacia las regiones de Amhara y Afar. A principios de noviembre de 2021, el TDF, junto con el Ejército de Liberación Oromo (OLA), tomó el control de varias ciudades en la carretera al sur de la región de Tigray hacia Addis Abeba, y el TPLF declaró que consideraba "marcha adelante". Junto con siete grupos rebeldes más pequeños, el TPLF y la OLA declararon una coalición con el objetivo de "desmantelar el gobierno de Abiy por la fuerza o mediante negociaciones, y luego formar una autoridad de transición."
Tras una exitosa contraofensiva gubernamental en respuesta y una serie de negociaciones con el TPLF, Etiopía declaró una tregua humanitaria indefinida el 24 de marzo de 2022, con el fin de permitir la entrega de ayuda humanitaria a Tigray. Sin embargo, los combates volvieron a intensificarse drásticamente a finales de agosto de 2022, tras el fracaso de las conversaciones de paz. Poco después se produjo una rápida movilización de tropas y, según se informa, Etiopía, Eritrea y Tigray organizaron cientos de miles de tropas para enfrentarse entre sí en octubre del mismo año. Después de varias propuestas de paz y mediación en los años intermedios, Etiopía y las fuerzas rebeldes de Tigray acordaron un acuerdo de paz entre Etiopía y Tigray el 2 de noviembre, que entró en vigor al día siguiente; Sin embargo, Eritrea no fue parte del acuerdo, y continuaron ocupando en gran medida partes de Tigray a partir de 2023.
Todas las partes, en particular las ENDF, las EDF, las fuerzas de la Amhara y las TDF, cometieron crímenes de guerra durante el conflicto. En todas partes se produjeron ejecuciones extrajudiciales masivas de civiles, incluida la Axum, Bora, Chenna, Kobo, la masacre en el campo de refugiados de Hitsats, las masacres de Mahbere Dego, y la masacre de Zalambessa. Entre 162,000 y 600,000 personas fueron asesinadas, y las violaciones de guerra se convirtieron en algo "cotidiano"; niñas de tan solo 8 años y mujeres de hasta 72 años fueron violadas, a menudo delante de sus familias. Como resultado de la guerra se desató una importante crisis humanitaria y una hambruna generalizada. También infligió un inmenso daño económico a la región, y se estima que solo el costo de la reconstrucción es de aproximadamente 20 mil millones de dólares.

## Antecedentes

### Contexto político e histórico
Tras el fin de la Guerra Civil Etíope en 1991, Etiopía se convirtió en un estado de partido dominante bajo el gobierno del Frente Democrático Revolucionario del Pueblo Etíope (FDRPE), una coalición de partidos de base étnica cuyo miembro fundador y más influyente fue el Frente de Liberación Popular de Tigray (FLPT), dirigido por Meles Zenawi como presidente y luego primer ministro hasta su muerte en 2012. Hailemariam Desalegne, un Wolayta étnico del Movimiento Demócrata Popular del Sur de Etiopía (MDPSE), se convirtió en primer ministro. El miembro fundador y más influyente fue el Frente de Liberación Popular de Tigray (TPLF), dirigido por Meles Zenawi, quien fue el primer ministro de Etiopía hasta su muerte en 2012. Fue sucedido por el vice primer ministro Hailemariam Desalegne, presidente del Movimiento Democrático Popular del Sur de Etiopía (SEPDM), miembro de la coalición.
El 15 de febrero de 2018, Hailemariam anunció su renuncia como primer ministro y presidente del EPRDF, debido a un creciente descontento entre la población, alimentado por una reacción a 27 años de gobierno represivo.
El 28 de marzo de 2018, los miembros del Comité Ejecutivo del EPRDF eligieron a Abiy Ahmed como presidente del EPRDF. El 2 de abril de 2018, el parlamento etíope eligió a Abiy como primer ministro. Una de las primeras acciones de Abiy después de su elección fue iniciar una reforzar las relaciones con Eritrea, un rival de larga data del TPLF, para poner fin a un conflicto fronterizo que duró más de 20 años. Si bien esta decisión se consideró motivo de celebración en su momento, muchos en la región de Tigré criticaron duramente esta medida, considerándola una traición a quienes murieron en la guerra de 1998-2000. El TPLF condenó las iniciativas de paz, diciendo que se hicieron apresuradamente, tenían "fallas fundamentales", y también afirmó que se decidió sin consultar a miembros del TPLF de larga data.
El FLPT solía ser parte de la coalición gobernante de Etiopía hasta que en 2019 se negó a fusionarse en el Partido de la Prosperidad. Las tensiones entre el gobierno y el FLPT se intensificaron en los meses previos a la intervención militar de Tigray. El TPLF, que había dominado durante mucho tiempo la política etíope, se negó a unirse a este nuevo partido. El primer ministro Abiy Ahmed acusó a las autoridades regionales de Tigray de socavar su autoridad. Por el contrario, las autoridades de Tigray vieron la negativa a reconocer las elecciones de septiembre de 2020 para el parlamento de Tigray (aunque el gobierno federal y la junta electoral habían pospuesto todas las elecciones hasta el final de la pandemia de COVID-19 en Etiopía) como la razón del estallido del conflicto. También se consideró que las cálidas relaciones entre Abiy Ahmed y el presidente de Eritrea, Isaías Afewerki, considerado un enemigo en Tigray, habían alimentado la tensión.
El día anterior al presunto ataque del FLPT a un campamento militar, el parlamento federal de Etiopía había sugerido designar al FLPT como organización terrorista. A medida que la tensión seguía aumentando, Tigray impidió la semana pasada que un general designado por el primer ministro etíope Abiy Ahmed asumiera su puesto militar. El gobierno etíope y sus partidarios acusaron al TPLF de intentar restablecer su poder sobre el país mediante la violencia y la fuerza. A su vez, el TPLF acusó al gobierno federal de acumular demasiado poder para sí mismo y de estar cometiendo una discriminación étnica contra los tigrayanos.

##### Antes de la guerra
A lo largo de 2020, las tensiones entre el gobierno federal y el TPLF se intensificaron en los meses previos a noviembre. En marzo, la Junta Electoral Nacional de Etiopía retrasó las elecciones generales, originalmente programadas para el 29 de agosto de 2020, a una fecha entonces indeterminada, debido a la pandemia de COVID-19. Los mandatos de los legisladores federales y regionales, así como del poder ejecutivo, fueron luego extendidos por la Asamblea Parlamentaria Federal más allá de los mandatos constitucionales de octubre de 2020.
El TPLF, encabezado por su presidente Debretsion Gebremichael, rechazó estas medidas, argumentando que eran inconstitucionales, y celebró sus propias elecciones regionales el 9 de septiembre, desafiando al gobierno federal.
El gobierno etíope prohibió a varios periodistas viajar para cubrir las elecciones regionales de Tigray. Etiopía consideró ilegales las elecciones de Tigray y respondió recortando la financiación federal a la región, una decisión que el TPLF describió como "equivalente a una declaración de guerra".

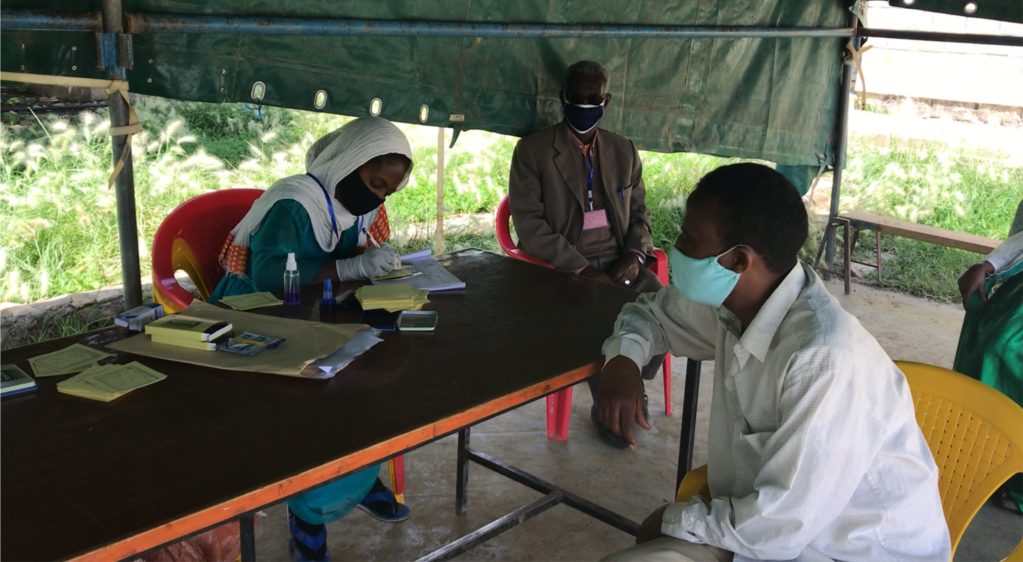
Personas en Tigray registrándose para votar en las elecciones regionales de Tigray de 2020

A fines de septiembre de 2020, el TPLF declaró que el límite constitucional del mandato de la Cámara de la Federación, la Cámara de Representantes del Pueblo, el primer ministro y el Consejo de Ministros era el 5 de octubre de 2020 y que, por esta razón, consideraría "al titular" constitucionalmente ilegítimo después del 5 de octubre; propusieron reemplazar al gobierno con un gobierno interino tecnocrático, como se detalla en un plan publicado en Facebook por la Coalición de Fuerzas Federalistas Etíopes.  Unidades de élite etíopes fueron transportadas a la base de Gherghera cerca de Asmara, como parte de un supuesto pacto entre el primer ministro Abiy y el presidente de Eritrea Isaias Afwerki para "acabar con la existencia del TPLF", según el exministro de Defensa de Eritrea Mesfin Hagos.
A finales de octubre de 2020, la Comisión de Reconciliación de Etiopía declaró que estaba tratando de mediar entre el gobierno federal y el TPLF, así como los demás gobiernos regionales, pero que las condiciones previas establecidas por todas las partes estaban bloqueando el progreso. Mientras la tensión seguía aumentando, el gobierno de Tigray impidió que un general de brigada designado por Abiy asumiera su puesto militar. El mismo día antes de que las fuerzas de Tigray lanzaran los ataques del Comando Norte, la parlamento federal de Etiopía había sugerido designar al TPLF como organización terrorista.

##### Contexto constitucional
La Constitución de Etiopía de 1995, establece en el artículo 39.1 que "Toda nación, nacionalidad y pueblo de Etiopía tiene derecho incondicional a la autodeterminación, incluido el derecho a la secesión". El artículo 62.9 otorga a la Cámara de la Federación el derecho de "ordenar la intervención federal si cualquier Estado [gobierno], en violación de [la] Constitución, pone en peligro el orden constitucional".

## Eventos

### Primera semana
El 4 de noviembre de 2020, la Fuerza de Defensa Nacional de Etiopía lanzó una operación militar contra el Frente de Liberación del Pueblo de Tigray en la región de Tigray. La operación se inició después de que Abiy Ahmed, el primer ministro de Etiopía, declarara que el Frente de Liberación Popular de Tigray había atacado una base militar, aunque las autoridades del estado de Tigray han negado haber lanzado el ataque, según un funcionario del estado de Tigray. Se declaró el estado de emergencia en la región durante los próximos 6 meses después de este ataque. Las autoridades nacionales cerraron los servicios de electricidad, teléfono e internet en Tigray. Sin embargo, la Administración Regional de Tigray ha amenazado con tomar represalias ante cualquier forma de ataque, ya que prohibió todos los aspectos del transporte, incluidos los vuelos. Durante el ataque, se dijo que varias personas murieron, mientras que otras resultaron heridas, y se mencionaron propiedades destruidas.

Mapa mostrando las fuerzas aliadas etíopes, durante la ofensiva de Tigray (4-28 de noviembre de 2020)

Tras el cierre de los servicios telefónicos e internet en Tigray, Amnistía Internacional instó a las autoridades etíopes a restablecer rápidamente las comunicaciones para respetar los derechos de las personas en materia de libertad de expresión. La ONU también ha instado a una reducción instantánea del creciente conflicto en la región.
El 5 de noviembre de 2020, Debretsion Gebremichael, administrador jefe de la región de Tigray, afirmó que las fuerzas de Tigray se habían apoderado de la mayoría de las armas en el cuartel general del Comando Norte de las Fuerzas Armadas de Etiopía. Debretsion también declaró que el propio Comando del Norte había desertado al lado de Tigray, aunque el gobierno etíope denunció esta afirmación como "información falsa", y que la Fuerza Aérea de Etiopía estaba bombardeando áreas cercanas a Mekelle, la capital de Tigray.
El 6 de noviembre de 2020, Ahmed reveló que su administración había lanzado un ataque aéreo contra las fuerzas de la región fortificada de Tigray en varios lugares. Según el anuncio de Ahmed, los cohetes y otras armas sufrieron graves daños, lo que impidió que las fuerzas de Tigray realizaran una respuesta sustancial. Sin embargo, el primer ministro Abiy Ahmed acusó al Frente de Liberación Popular de Tigray de "arrogancia criminal e intransigencia", alegando que rechazó los esfuerzos del gobierno federal en "mediación, reconciliación y diálogo". Además, Sudán cerró sus fronteras con Etiopía y las Naciones Unidas pidieron una reducción inmediata de las tensiones y una resolución pacífica del conflicto.
El 7 de noviembre, el parlamento etíope votó a favor de la creación de un gobierno interino para la región norteña de Tigray, a fin de evitar el estallido de una guerra civil en el país, a medida que el conflicto se intensifica en la región. El gobierno de Tigray fue anunciado como ilícito, durante la sesión de emergencia celebrada por el parlamento. La declaración fue realizada por la Cámara de la Federación, una de las cámaras parlamentarias de Etiopía, de conformidad con la ley que respalda la intervención federal en una región, siempre que no se cumpla con la constitución o se perjudique el arreglo constitucional. Por otra parte, 10 funcionarios de la ciudad de la capital fueron detenidos por denuncias de terrorismo, anunció el alcalde de Addis Abeba, Adanech Abebe.
El 8 de noviembre de 2020, cuando la ofensiva militar etíope en la región norteña de Tigray entraba en su quinto día, el primer ministro Abiy Ahmed anunció el reemplazo de varios funcionarios de alto rango dentro de su gobierno. El jefe de inteligencia de Abiy, el jefe del ejército y el ministro de Relaciones Exteriores fueron reemplazados, ya que el ejército reanudó nuevas rondas de ataques aéreos. El vice primer ministro Demeke Mekonnen ocupó el cargo de ministro de Relaciones Exteriores, mientras que el subjefe del ejército Birhanu Jula fue ascendido a jefe de personal del ejército. El exlíder regional de Amhara, Temesgen Tiruneh fue designado como el nuevo jefe de inteligencia. Ahmed no reveló su razón de ser para realizar los cambios en la oficina militar y de inteligencia de su administración.

### Primeras masacres
El 9 de noviembre de 2020, la dirección de la región de Tigray afirmó que en los últimos días, el gobierno federal etíope había llevado a cabo más de diez ataques aéreos contra ellos. Hasta el momento, se cree que cientos de personas han muerto en el conflicto, según fuentes gubernamentales. Mientras tanto, se informa que el ejército etíope ha perdido a cientos de su personal en la batalla original en Dansha.
El 10 de noviembre, las Fuerzas de Defensa de Etiopía tomaron las regiones de Tigray, incluido el aeropuerto de Humera. También se dijo que varias tropas de Tigray se habían entregado al ejército etíope durante la toma del aeropuerto de Humera. El presidente de la región de Tigray, Debretsion Gebremichael, informó que el ejército de Eritrea ha lanzado ataques en la frontera norte que el general de división Mohammed Tessema calificó como "información falsa". Según los informes, al menos 2500 etíopes han huido de la agitada región del norte de Tigray al vecino Sudán, y se espera que el número de salidas aumente rápidamente. Según Alsir Khaled, jefe de la agencia de refugiados de Sudán en la ciudad oriental de Kassala, muchos soldados etíopes también se encontraban entre los refugiados que huyeron a través de la frontera con Sudán.

### Segunda semana
Los refugiados que huían a Sudán desde Etiopía debido al conflicto en Tigray aumentaron enormemente el 11 de noviembre de 2020, y alrededor de 10 000 refugiados cruzaron a Sudán desde que comenzaron las hostilidades la semana pasada. El miércoles no se informó de más noticias sobre avances militares de ninguna de las partes.
El 12 de noviembre, Amnistía Internacional informó de que se estaban produciendo masacres en la región de Tigray. Testigos culparon al Frente de Liberación Popular de Tigray por la "terrible tragedia" que tuvo lugar cuando los ataques aéreos continuaron golpeando la región después de que el primer ministro Abiy Ahmed culpó al grupo político de cometer crímenes de guerra. El informe de Amnistía no pudo identificar a los perpetradores de las masacres.
El 13 de noviembre los medios pro-FLPT hicieron circular una afirmación de Debretsion de que el gobierno etíope había bombardeado la presa de Tekeze, cortando el suministro eléctrico a la región. Esto fue negado por el gobierno, que dijo que tal afirmación era falsa a primera vista, ya que el aumento del embalse habría sido catastrófico y perceptible de inmediato.
Para el 14 de noviembre el secretario general de la ONU, António Guterres, advirtió que el conflicto de Tigray podría desestabilizar todo el Cuerno de África. Durante la noche, se informó de ataques con cohetes en el aeropuerto de Gondar, que resultó levemente dañado, y en el aeropuerto de Bahir Dar, con el FLPT asumiendo la responsabilidad. Getachew Reda, portavoz del FLPT, afirmó que el gobierno rebelde pronto "lanzaría ataques con misiles para frustrar los movimientos militares en Massawa y Asmara". El gobierno federal afirmó que los ataques fueron "indicativos de los intentos del FLPT de último recurso para mantener el control".
Más tarde ese mismo día, hubo informes de ataques con misiles en Asmara, la capital de Eritrea, con el Ministerio de Información y el Aeropuerto Internacional de Asmara siendo atacados, e informes de un apagón, con algunas personas huyendo de la ciudad.
El 15 de noviembre Debretsion confirmó que el FLPT había bombardeado el aeropuerto de Asmara y que sus fuerzas habían estado luchando contra las fuerzas eritreas "en varios frentes" durante los últimos días. Se informó ese día que el número de refugiados que habían huido de Tigray a Sudán había llegado a 25 000.
El 16 de noviembre el gobierno etíope declaró que las fuerzas etíopes habían tomado la ciudad de Alamata en el extremo sureste de la región de Tigray. El portavoz del Gobierno dijo que las fuerzas del FLPT habían huido, llevándose consigo 10 000 prisioneros. No quedó claro de inmediato quiénes eran estos presos. También se dijo que las fuerzas gubernamentales se dirigían hacia Humera al oeste de la región de Tigray y en la frontera con Sudán y Eritrea.
El 17 de noviembre el primer ministro Abiy Ahmed publicó en las redes sociales que las fuerzas armadas etíopes estaban a punto de lanzar una ofensiva "final y crucial" después de que expirara el "plazo de tres días" para que las autoridades de Tigray se rindieran. Abiy también confirmó los ataques aéreos en la región, pero dijo que eran "quirúrgicos" y no tenían como objetivo a civiles.

### Tercera semana

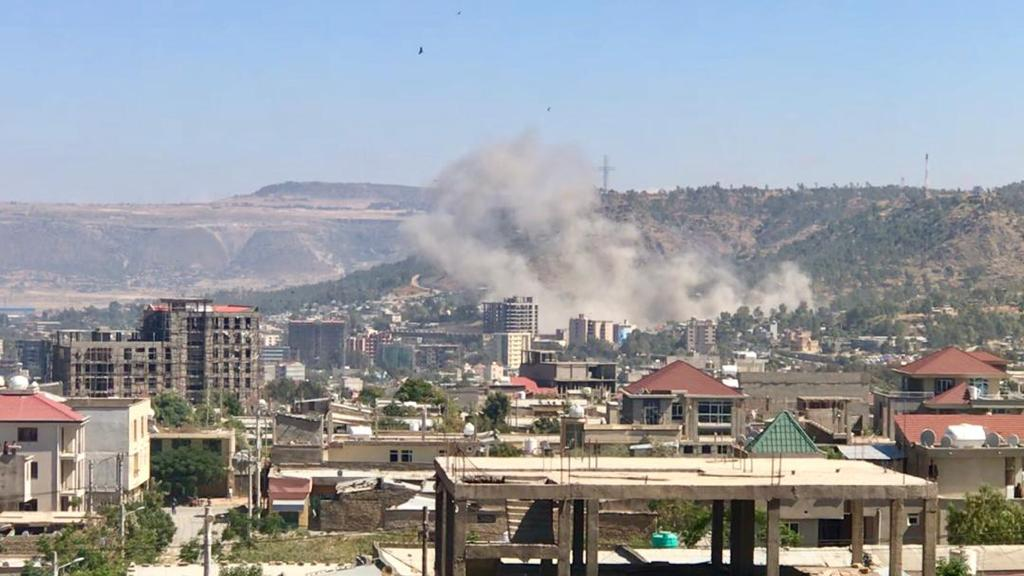
Las consecuencias de un ataque aéreo en Mekelle

Para el 18 de noviembre según los informes, el primer ministro dijo que el ejército etíope había capturado las ciudades de Shire y Axum y avanzaba hacia Mekele. El gobierno informó que las fuerzas de Tigray estaban destruyendo puentes cerca de la ciudad para frenar el avance. El líder de Tigray confirmó que sus soldados habían perdido territorio, pero dijo que era un revés temporal y negó haber destruido los puentes. Los líderes de Tigray también sostuvieron que nunca se rendirían al gobierno etíope.
La policía federal de Etiopía reveló que se habían emitido órdenes de arresto contra 76 oficiales del ejército, acusados de traición. Los oficiales fueron acusados de conspirar con los líderes de la región de Tigray. Según la Comisión Federal de Policía de Etiopía, los agentes estaban asociados con el ataque perpetrado el 4 de noviembre por fuerzas del Frente de Liberación Popular de Tigray, en el Comando Norte del ejército etíope.
El 19 de noviembre las tropas federales tomaron la ciudad de Shire Inda Selassie del Frente de Liberación del Pueblo de Tigray (FLPT) mientras las fuerzas gubernamentales avanzaban sobre la capital de la región de Tigray, Mekele. Hubo informes contradictorios sobre el estado de Axum, y ambas partes afirmaron controlar la ciudad histórica, mientras que miles de personas más huyeron a Sudán desde la región de Tigray en Etiopía, según trabajadores de ayuda internacional.
El jefe de personal del ejército etíope, general Berhanu Jula, hizo una denuncia contra el director general de la Organización Mundial de la Salud (OMS), Tedros Adhanom Ghebreyesus, de etnia Tigray y miembro del FLPT, por intentar obtener armas para el FLPT. El general Birhanu Jula describió al director general como un delincuente y pidió su destitución, aunque no proporcionó ninguna prueba que respaldara sus acusaciones. En respuesta a las acusaciones hechas por el jefe del ejército etíope, el Dr. Tedros se dirigió a Twitter para negar la declaración del general Jula. Agregó que no ha elegido ningún bando y solo apoya la paz.
El 20 de noviembre los funcionarios de la Universidad de Mekele dijeron que un ataque aéreo había causado daños significativos a la universidad en la capital de Tigray.  Sin embargo, aún no ha habido comentarios del gobierno, ya que ya habían declarado que solo están apuntando a puestos militares.
Los funcionarios de la región de Amhara informaron que el FLPT había lanzado un ataque con cohetes contra la capital, Bahir Dar, pero que no causó daños. Según los informes, los dos misiles provocaron grandes explosiones y uno de ellos cayó cerca de un aeropuerto.
La ONU anunció que estaba haciendo planes para la posibilidad de que hasta 200 000 refugiados pudieran huir al vecino Sudán. La ONU también pidió la apertura de corredores humanitarios, sin especificar dónde deberían ubicarse.
Para el 21 de noviembre las fuerzas etíopes asaltaron la ciudad de Adigrat, y el gobierno etíope afirmó que había capturado la ciudad. El FLPT solo anunció que hubo un intenso bombardeo en el que murieron nueve civiles.
El 22 de noviembre el gobierno etíope anunció que la ciudad de Idaga Hamos había sido capturada por las fuerzas etíopes, mientras que el líder del FLPT, Debretsion Gebremichael, dijo que sus tropas habían detenido a las fuerzas etíopes en el frente sur.
El portavoz militar de Etiopía, coronel Dejene Tsegaye, anunció que Mekele será rodeada y bombardeada, le dijo a los civiles de Tigray que huyan de la ciudad porque "no habrá piedad".
El 23 de noviembre Abiy Ahmed anunció que las fuerzas de Tigray tenían 72 horas para rendirse, pero el FLPT prometió seguir luchando.  Los medios de comunicación afiliados al estado también acusaron al FLPT de destruir el aeropuerto de Axum. En la región de Amhara, los residentes dijeron que se había lanzado un cohete en Bahir Dar durante el amanecer.
El 24 de noviembre las fuerzas del Frente de Liberación del Pueblo de Tigray afirmaron haber destruido una división de las Fuerzas de Defensa Nacional de Etiopía. El gobierno etíope negó esto y afirmó que muchos combatientes de Tigray se rindieron cuando el ultimátum de 72 horas emitido previamente por el primer ministro Abiy Ahmed llegaba a su fin y crecía una concentración militar alrededor de la capital de la región, Mekele.

### Cuarta semana
El 26 de noviembre Ahmed ordenó a las fuerzas militares federales que lanzaran un ataque contra Mekele.
El 27 de noviembre durante una reunión con tres enviados especiales de la Unión Africana, el primer ministro Abiy Ahmed rechazó mantener conversaciones con los líderes de la desafiante región de Tigray. Sin embargo, Abiy sostuvo que estaba dispuesto a dialogar con los representantes legalmente reconocidos de Tigray. El FLPT disparó al menos cuatro cohetes contra Eritrea según los medios, aunque el grupo no se atribuyó la responsabilidad. Eritrean Press declaró que aterrizaron cerca de Asmara y de las ciudades circundantes. Un diplomático declaró que había informes de un aterrizaje al sur de Asmara. Otro diplomático dijo que uno de ellos golpeó un barrio de Asmara, pero esto no se pudo confirmar. No se informó de víctimas en el ataque. Abiy anunció que la fase final de la ofensiva se había iniciado con un asalto directo a Mekele.
Mientras tanto, el campamento de Umm Rakouba en Sudán, que estaba destinado a albergar a 5000 refugiados que huían de los disturbios de Etiopía, había alcanzado el doble de su capacidad inicial, reveló el viernes la agencia de refugiados de las Naciones Unidas.
El 28 de noviembre tanto el primer ministro Abiy Ahmed como el jefe de Estado Mayor Birhanu Jula Gelalcha confirmaron que Mekele había caído totalmente bajo el control de las fuerzas armadas. Abiy declaró que ningún civil resultó herido durante el asalto y que miles de soldados del Comando Norte fueron liberados, después de haber sido tomados como rehenes por el Frente de Liberación Popular de Tigray. Sin embargo, las tropas federales han seguido buscando a los líderes del FLPT, agregó la BBC.
El Departamento de Estado de los Estados Unidos informó de seis explosiones en Asmara durante la noche, aunque el motivo no quedó claro de inmediato. Ni el gobierno de Eritrea ni el FLPT comentaron sobre el tema. Dos diplomáticos con base en Addis Abeba dijeron a Agence France-Presse que las explosiones fueron causadas por cohetes, que aparentemente impactaron en el Aeropuerto Internacional de Asmara y las instalaciones militares de Eritrea.
El 29 de noviembre Debretsion dijo a Reuters en mensajes de texto que el FLPT había derribado un avión de combate de las fuerzas armadas y capturado a su piloto. El avión Mikoyan-Gurevich MiG-23 fue derribado cerca de Abiy Addi después de que bombardeó Hagere Selam en Dogu'a. El piloto fue expulsado, aterrizado en paracaídas y capturado. Debretsion también anunció que recuperaron la ciudad norteña de Axum de las fuerzas del gobierno federal. ETV dijo que se habían encontrado 70 fosas en Humera, compuestas por fosas individuales y colectivas. El canal no especificó quién fue el responsable de sus muertes. Tanto las fuerzas federales etíopes como el FLPT, así como las milicias que los apoyan, han sido acusadas de asesinatos en masa por investigadores de violaciones de derechos humanos.
Las afirmaciones de que Sudán del Sur había sido el nuevo escondite de Debretsion Gebremichael, presidente del Frente de Liberación del Pueblo de Tigray y presidente de la Región de Tigray, provocaron angustia y malestar en muchos líderes etíopes. El embajador de Etiopía en Sudán del Sur abandonó abruptamente la embajada en Sudán del Sur poco después y, según los informes, los líderes etíopes tomaron la decisión de expulsar a todos los diplomáticos de Sudán del Sur del país.
El 30 de noviembre según el líder de la región de Tigray en Etiopía, Debretsion Gebremichael, a pesar de la declaración de victoria del gobierno sobre Mekele durante el fin de semana, los enfrentamientos aún no se han detenido en todos los frentes. Debretsion instó al primer ministro Abiy Ahmed a dejar lo que describió como una locura y, por lo tanto, debería retirar las tropas federales de la región. El líder de Tigray también acusó a las tropas etíopes de lanzar una serie de operaciones destinadas a eliminar a los tigranios.
Además, Debretsion Gebremichael también afirmó que sus fuerzas aún estaban en posesión de varios misiles, así como un número impreciso de prisioneros pertenecientes a las tropas etíopes.
El 1 de diciembre, Keria Ibrahim, uno de los nueve miembros del Comité Central del FLPT y exportavoz de la HoF, se rindió a las fuerzas de seguridad federales.

### Quinta semana

La insurgencia de Tigray, 28 de noviembre de 2020 – 18 de junio de 2021

El 2 de diciembre, Etiopía y la ONU firmaron un acuerdo en el que la ONU obtendrá acceso humanitario en tierras controladas por el gobierno federal para ayudar a las personas desplazadas como resultado del conflicto. La agencia humanitaria de la ONU, OCHA, declaró que la ONU recibirá "acceso sin obstáculos, sostenido y seguro" para la ayuda humanitaria en la región de Tigray.
El 3 de diciembre los médicos en Mekele cuentan las víctimas civiles en la batalla de Mekele durante la captura federal de la ciudad con 27 muertos y 100 heridos, contrariamente a las afirmaciones anteriores de Abiy de que ningún ciudadano murió durante su ofensiva en Tigray.
El 4 de diciembre según el líder de la región de Tigray, Debretsion Gebremichael, las protestas estallaron en Mekele, pocos días después de que fuera capturada por las tropas del gobierno etíope. Mientras tanto, los medios estatales mostraron imágenes de personas ocupando las calles y comprando en Mekele, ya que el director ejecutivo de Tigray designado por el gobierno ha sostenido que la paz se estaba estabilizando en Mekele.
El 5 diciembre las fuerzas federales afirmaron haber capturado al vocero de la FLPT, Getachew Reda, en un video transmitido por el canal estatal ETV. El mismo día también afirmaron estar a 10 km (6 millas) de la zona que se cree que es el escondite de FLPT.

### Ocupación eritrea del noreste
El coordinador jefe de esfuerzos humanitarios de la ONU, Mark Lowcock, dijo que hasta el 40% de Tigray no estaba bajo el control de las tropas etíopes. Dijo que gran parte de esa zona estaba bajo el control de soldados eritreos que perseguían sus propios objetivos independientemente del mando etíope.
Los refugiados dijeron a VICE World News que Eritrea tenía el control de partes de la zona norte de Maekelay y muy probablemente se extiende más allá de la zona. Diferentes refugiados dijeron a VICE que los eritreos no solo cruzaron a las zonas fronterizas, sino que también tomaron el control de la zona. Un refugiado de Maekelay les dijo: “Desde que comenzó la guerra, no hemos visto ni un solo soldado etíope. Solo eritreos, ocupan las zonas rurales”.

### Ofensiva del gobierno central
El 18 de noviembre, Abiy afirmó que la Fuerza de Defensa Nacional de Etiopía había capturado las ciudades de Shire y Axum y que las batallas continuaban alrededor de Mekelle; Las fuerzas etíopes afirmaron además haber tomado algunas tierras al sur de la ciudad. El 23 de noviembre, el gobierno emitió un ultimátum dando a los rebeldes 72 horas para rendirse. El 26 de noviembre, después de que terminó el ultimátum, Abiy ordenó a las fuerzas militares federales que lanzaran un ataque contra Mekelle. El 28 de noviembre, el gobierno etíope anunció que había tomado el control de la ciudad, poniendo fin a "la última fase de su operación policial". El FLPT dijo que seguirían luchando. El presidente del FLPT, Debretsion Gebremichael, confirmó que el FLPT se retiraba de Mekelle. El 2 de diciembre se prometió a las Naciones Unidas el acceso humanitario al territorio en poder del ejército federal en la Región de Tigray. El primer convoy de la ONU llegó a Mekelle el 12 de diciembre. El 16 de diciembre, la UE retrasó la ayuda financiera a Etiopía alegando como razón las restricciones gubernamentales contra la ayuda humanitaria de la ONU.
El 6 de diciembre de 2021, las fuerzas gubernamentales afirmaron haber recuperado las ciudades estratégicas de Dessie y Kombolcha. Esto fue confirmado más tarde por el portavoz del TPLF, Getachew Reda, sin embargo, afirmó que se trataba de una retirada estratégica que era "parte de su plan".
El 12 de diciembre de 2021, Reuters informó que las fuerzas leales al TPLF habían recuperado la ciudad de Lalibela menos de dos semanas después de que las fuerzas gubernamentales y sus aliados recuperaran el control de la ciudad. El ENDF tomó el control de la ciudad nuevamente luego de la salida de las Fuerzas Tigrayan de regreso a Tigray.
El 20 de diciembre de 2021, las TDF solicitaron un alto el fuego. Tras la solicitud de alto el fuego, la ENDF declaró que no avanzaría más en la región de Tigray. El 26 de enero de 2022, el consejo de ministros etíope propuso poner fin al estado de emergencia. El 24 de marzo de 2022, el gobierno etíope declaró una tregua humanitaria indefinida para permitir la entrega de ayuda humanitaria en Tigray.

### Nuevos combates y segunda incursión eritrea (agosto-noviembre de 2022)

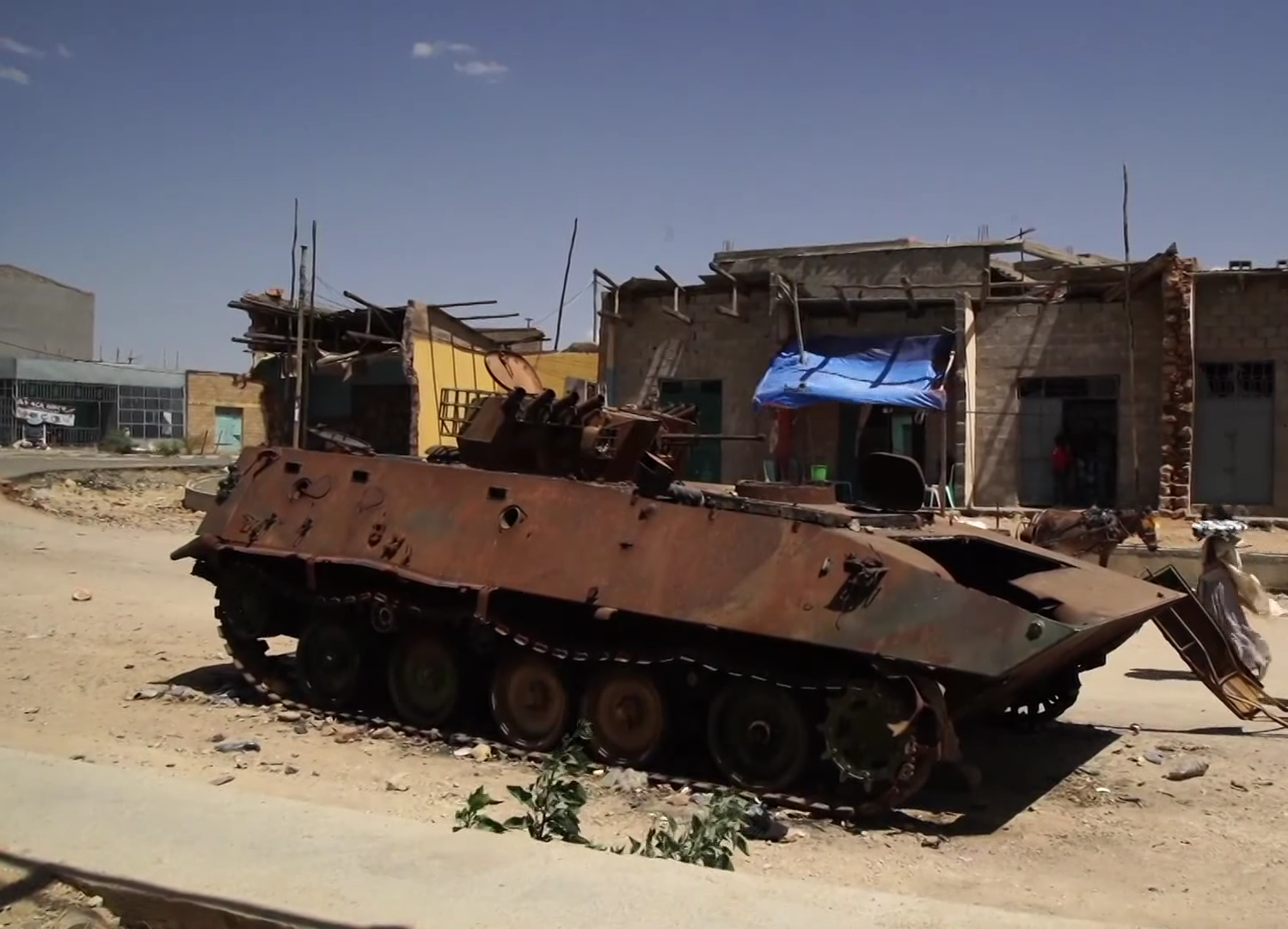
Vehículo de combate de infantería destruido, sobre las calles de Axum, junio de 2021

A finales de agosto de 2022, tras meses de alto el fuego, se reanudaron los combates. Ambas partes se culparon mutuamente por iniciar los combates, y ambas también expresaron su frustración "por la falta de progreso hacia las negociaciones para poner fin al conflicto de 21 meses". La lucha en sí se concentró en la zona fronteriza que conecta Tigray, Amhara y Afar. Surgieron denuncias de que los Tigray estaban contrabandeando armas y que la fuerza aérea etíope había derribado un avión que, según afirma, transportaba armas para el TPLF, mientras tanto, el gobierno fue acusado de bombardeos aéreos indiscriminados contra objetivos civiles. Los civiles informaron que las milicias progubernamentales, como FANO, también están involucradas. Las tensiones son también producto de la escasez de alimentos en Etiopía, que ha afectado especialmente a la región de Tigray.
El 27 de agosto de 2022, las TDF capturaron la ciudad de Kobo, luego de la retirada de las ENDF. Etiopía y Eritrea anunciaron posteriormente una ofensiva en el norte de Tigray el 1 de septiembre. El 13 de septiembre de 2022, el TPLF dijo que Eritrea había tomado Sheraro. Un día después, los ataques aéreos etíopes en Mekelle mataron al menos a diez personas. A mediados de septiembre surgieron informes de que Eritrea participaba en la movilización masiva de los reservistas del país para enviarlos a Tigray. El 20 de septiembre, el gobierno de Tigray dijo que Eritrea había invadido la región y que se estaban produciendo intensos combates en el norte de Tigray.

### Segundo alto el fuego (noviembre de 2022 – presente)
El 25 de octubre de 2022, el presidente de la Comisión de la Unión Africana, Moussa Faki, anunció que las conversaciones de paz entre el gobierno etíope y el TPLF habían comenzado en Pretoria,Sudáfrica. Sin embargo, las esperanzas de que estas conversaciones pudieran detener definitivamente la guerra seguían siendo bajas, ya que los combates no parecían disminuir y Etiopía expresó su desconfianza hacia el proceso de paz. Sin embargo, las negociaciones continuaron, y el 2 de noviembre, Etiopía y el TPLF anunciaron que habían firmado un acuerdo para el cese de las hostilidades (que entró en vigor al día siguiente, el 3 de noviembre, marcando el segundo aniversario de la guerra);  Sin embargo, Eritrea y otras partes beligerantes no participaron en el acuerdo, dejando su estatus ambiguo.  El 12 de noviembre, ambas partes firmaron un acuerdo para permitir la entrada de ayuda humanitaria en Tigray. Para el 29 de diciembre, se informó que la policía federal había regresado a Tigray, mientras que los vuelos y el acceso a Internet también habían sido restaurados. 
A pesar de los importantes pasos hacia la paz y la desescalada entre el gobierno y el TPLF, las fuerzas amhara y eritreas continuaron lanzando ataques contra la población de tigray durante noviembre y diciembre. Sólo del 17 al 25 de noviembre, Eritrea destruyó 241 casas y mató al menos a 111 personas.

## Intervencionismo

### Combates en Sudán
Se cree que miles de personas han muerto en el conflicto y unas 44 000 han huido a Sudán. El 29 de noviembre, las afirmaciones de que Sudán del Sur estaba albergando a Debretsion hicieron que el embajador de Etiopía en Sudán del Sur regresara abruptamente a Etiopía y que se dieran 72 horas a los diplomáticos de Sudán del Sur en Etiopía para abandonar el país.
El 15 de diciembre, 4 soldados sudaneses murieron y otros 27 resultaron heridos cerca de la frontera con Etiopía, en lo que Sudán afirma ser una emboscada de las fuerzas y milicias etíopes. Un soldado afirmó más tarde que las fuerzas etíopes habían lanzado ataques de artillería contra ellos y se habían entrometido en la zona de Jebel al-Teyyour, ubicada a 7 kilómetros dentro de Sudán. Otros soldados afirman que los atacantes eran milicias de Amhara. Etiopía afirmó que los enfrentamientos se dieron porque trataban de detener a una milicia sudanesa que había intentado cruzar al territorio etíope y apoderarse de tierras de cultivo.
En respuesta a los asesinatos, Sudán comenzó a acumular sus fuerzas armadas a lo largo de la frontera con Etiopía. Fuentes militares afirmaron que Sudán había recuperado Jebel Abutiour. Luego, el 19 de diciembre, se informó que el ejército sudanés y las Fuerzas de Apoyo Rápido habían tomado áreas previamente tomadas por las milicias de Etiopía y Amhara en Al Qadarif. El mismo día, según informes, las fuerzas eritreas mataron a 150 civiles en Edaga Hamus.

### Combates en Somalia
El 7 de diciembre estallaron intensos combates entre la Misión de la Unión Africana en Somalia y las tropas etíopes en el distrito de Halgan, Somalia, cuando las tropas etíopes intentaron desarmar a las tropas tigrayanas. En total, 21 soldados etíopes afiliados al Frente de Liberación Popular de Tigray y 20 soldados etíopes no afiliados al FLPT murieron en el motín militar interno.

### Presunta participación de Somalia
Somalia estuvo involucrada en la Guerra de Tigray, según el exjefe de la Agencia Nacional de Inteligencia y Seguridad de Somalia, Abdilsalan Guld.
Guld dijo que los soldados, de entre 20 y 30 años, fueron sacados en secreto de Mogadiscio y enviados a Asmara para recibir entrenamiento militar. Guld declaró que 370 de las tropas somalíes entrenadas por Eritrea murieron en Tigray y cientos más resultaron heridas.
El 18 de enero de 2021, el jefe de la comisión parlamentaria de asuntos exteriores de Somalia pidió al presidente somalí que investigara las afirmaciones de los familiares de que sus hijos se habían ido a luchar en Etiopía y ahora estaban desaparecidos.
El 19 de enero de 2021, el gobierno somalí negó la afirmación de que las tropas somalíes habían entrenado en Eritrea y luego se habían desplegado en la región de Tigray en Etiopía.

## Crisis humanitaria

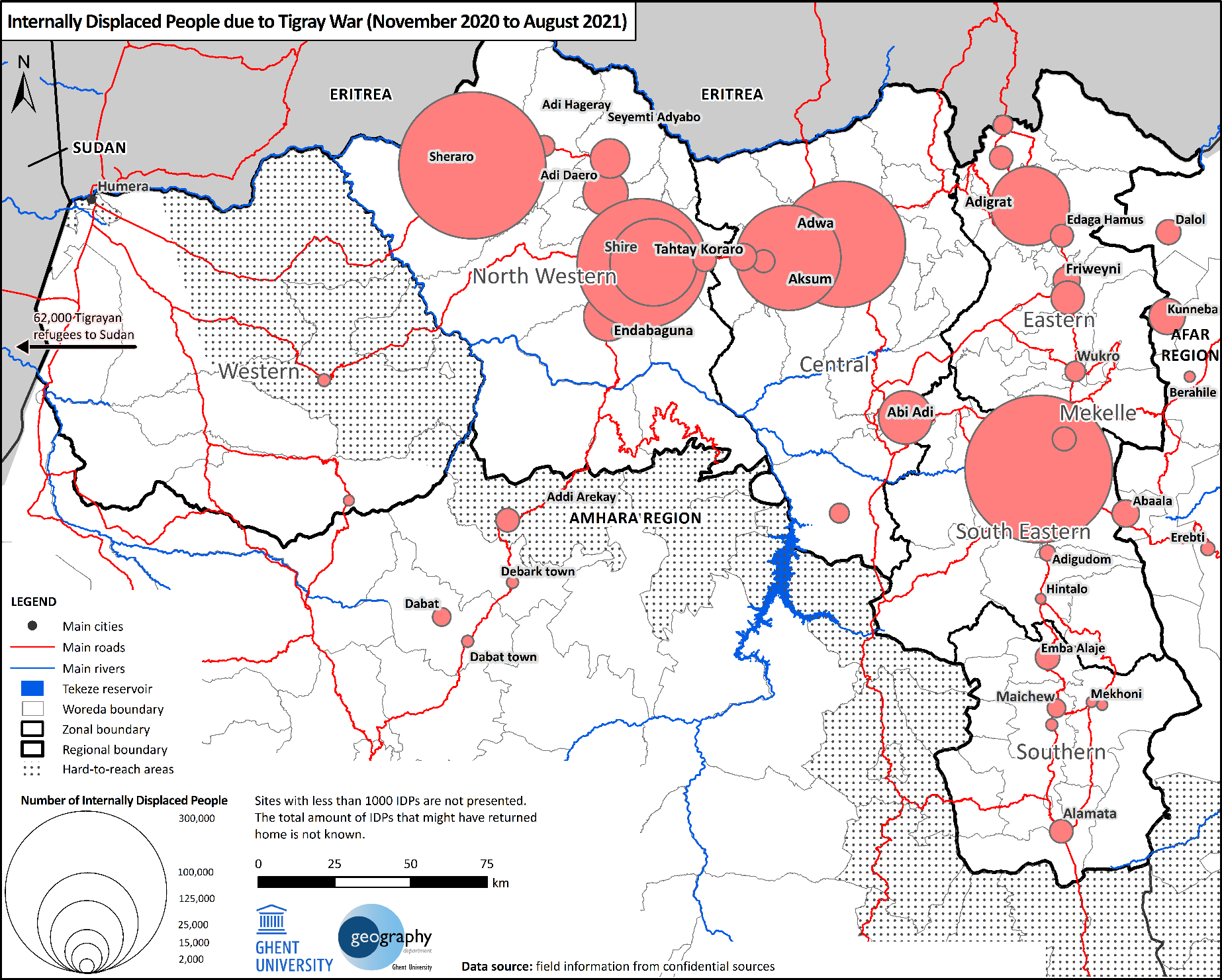
Distribución de desplazados internos en Tigray (agosto de 2021)

Según las Naciones Unidas (ONU), unos 2,3 millones de niños se han visto privados de la ayuda y la asistencia humanitaria que se necesitan desesperadamente. Desde el inicio del conflicto, el gobierno federal etíope ha controlado estrictamente el acceso a la región de Tigray, y la ONU ha dicho que está frustrada porque las conversaciones con el gobierno etíope aún no han asegurado un acceso humanitario adecuado. Esta ayuda necesaria incluye "alimentos, incluidos alimentos terapéuticos listos para usar para el tratamiento de la desnutrición infantil, medicamentos, agua, combustible y otros elementos esenciales que se están agotando", dijo UNICEF.
El 31 de agosto de 2021, el director de la misión de USAID en Etiopía, Sean Jones, dijo: "Tenemos pruebas de que varios de nuestros almacenes han sido saqueados y completamente vaciados en las áreas, particularmente en Amhara, donde los soldados del TPLF han entrado. Creo que el TPLF ha sido muy oportunista", en una entrevista televisada con la emisora estatal EBC en Adís Abeba. Todas las partes del conflicto han sido acusadas por USAID de saquear los envíos de ayuda.
El acceso al agua potable era limitado debido a que los servicios de higiene y saneamiento se vieron interrumpidos en gran medida en Tigray. La Oficina Regional del Agua de Tigray informó que, de las 36 aldeas que evaluó, solo 4 tenían fuentes de agua que funcionaban parcialmente. Además, se estima que 250 sistemas de bombeo de agua motorizados estaban fuera de servicio y se desconocía el estado de 11 000 bombas manuales en las zonas rurales. Debido a esto, había un mayor riesgo de brotes de enfermedades transmitidas por el agua y COVID-19. Según la ONU, en marzo de 2021, de los más de 260 centros de salud que había en Tigray antes de la guerra, solo 31 funcionaban a pleno rendimiento, mientras que 7 funcionaban parcialmente. Según la Organización Mundial de la Salud (OMS), todos los hospitales y centros de salud que funcionaban en Tigré carecían de suministros médicos, medicamentos y equipos. Los socios de la ONU informaron de que seguían produciéndose saqueos en las instalaciones sanitarias. Solo el 16% de las instalaciones sanitarias contaban con servicios de vacunación y solo el 17% contaban con servicios maternos (atención prenatal, parto, etc).

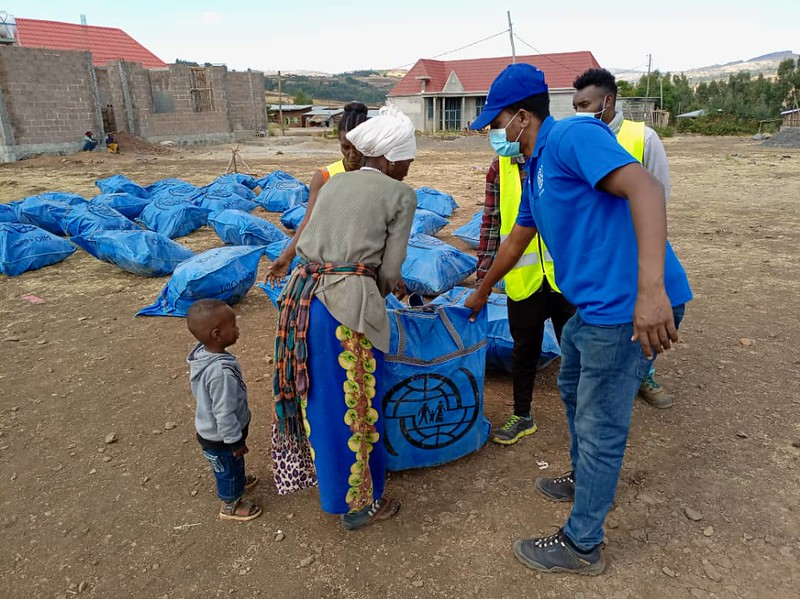
Trabajadores humanitarios que proporcionan kits de refugio en Tigray, usando mascarillas para protegerse del COVID-19. (marzo de 2021)

En noviembre de 2020, la ONU advirtió sobre la escasez de suministro "muy crítica" para los casi 100 000 refugiados eritreos que, antes de la guerra, estaban registrados en cuatro campamentos en la región de Tigray. Más tarde ese mismo mes, la ONU informó que la gente en Tigray estaba huyendo de Mekelle. El gobierno federal había advertido "sin piedad" si FLPT y los residentes permanecían entremezclados. En diciembre de 2020, la ONU estimó que más de un millón de personas habían sido desplazadas internamente por los combates. Más de 50 000 personas han huido a Sudán debido al conflicto. Las comunicaciones y los enlaces de viaje aún estaban bloqueados, y Human Rights Watch advirtió que "las acciones que impidan deliberadamente los suministros de socorro" violarían el derecho internacional humanitario.

### Desplazamiento interno y forzado
En diciembre de 2020, la ONU estimó que más de un millón de personas habían sido desplazados internos por los combates. Más de 50.000 personas han huido a Sudán debido al conflicto. 
Las comunicaciones y los enlaces de viaje seguían bloqueados, y Human Rights Watch advirtió que "las acciones que impiden deliberadamente los suministros de socorro" violarían el derecho internacional humanitario. Se temían posibles brotes de COVID-19 mientras los refugiados que huían del conflicto de Tigray se refugiaban en campamentos abarrotados.
Se temía que se produjeran posibles brotes de COVID-19 mientras los refugiados que huían del conflicto de Tigré se refugiaban en campamentos abarrotados. En marzo de 2021, Shire se había convertido en un importante centro de desplazados internos y de distribución de ayuda humanitaria.
En septiembre de 2021, la situación humanitaria siguió empeorando en las regiones de Tigray, Afar y Amhara, debido tanto al propio conflicto armado como a la obstrucción burocrática. Dos mil personas desplazadas regresaron a la zona Fantí Rasu en la Región Afar después de que las ENDF y las Fuerzas Especiales de Afar recuperaron el control y la OCHA acceso de las organizaciones asociadas a una mejora. UNICEF afirmó que a finales de septiembre de 2022, alrededor de 574.000 personas más en Afar, Amhara y Tigray quedaron desplazadas después de que se reanudaran los combates en agosto de 2022; También informaron que más de 870.000 se habían convertido en refugiados.
UNICEF afirmó que, a fines de septiembre de 2022, alrededor de 574.000 personas más en Afar, Amhara y Tigray quedaron desplazadas después de que se reanudaran los combates en agosto de 2022; también informó que más de 870.000 se habían convertido en refugiados.

#### Zona Occidental de Tigray

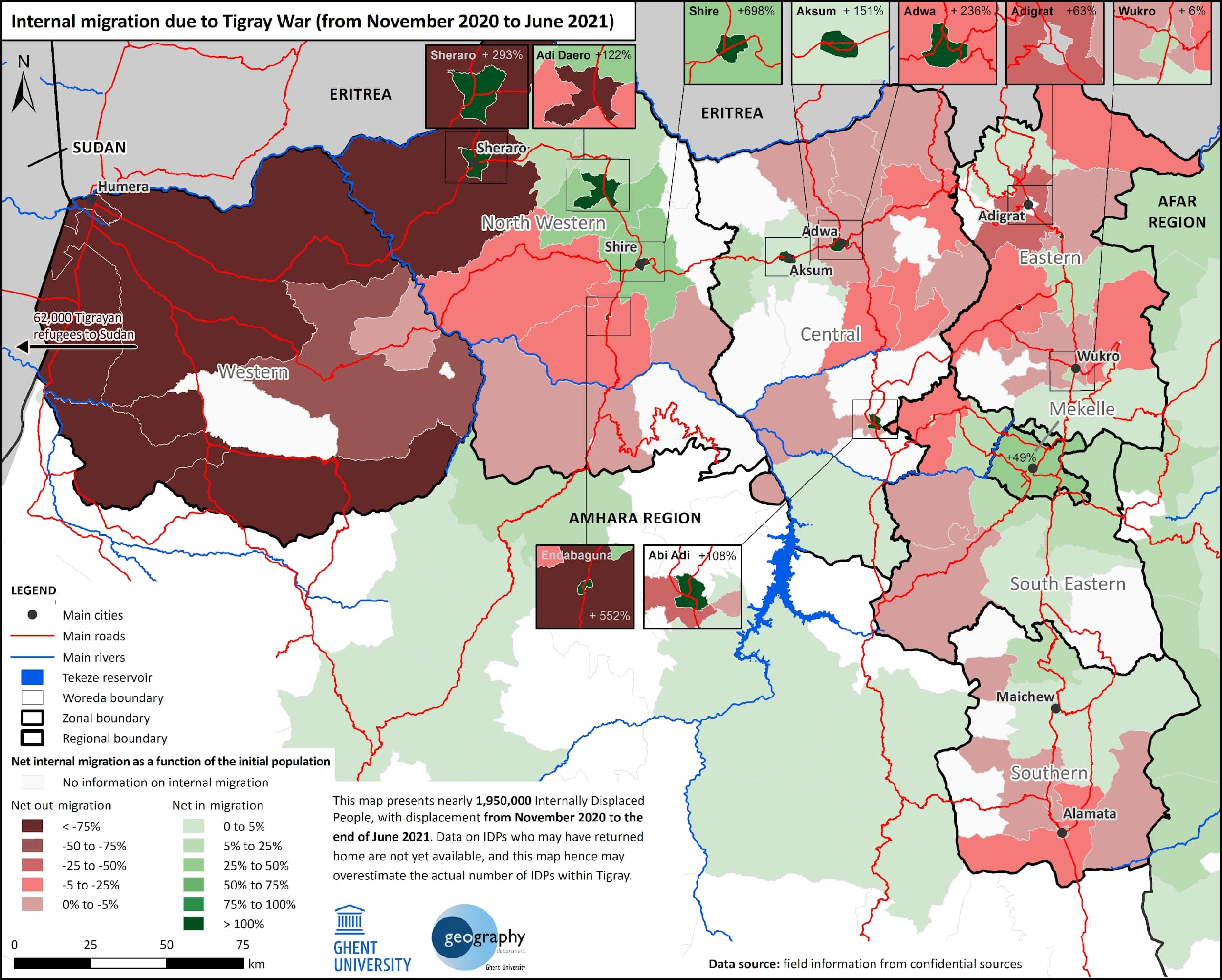
Migración interna debido a la guerra de Tigray; el rojo es una disminución de la población mientras que el verde es un aumento

En noviembre de 2020, Fuerzas especiales de la región de Amhara y las milicias amhara leales al gobierno regional de Amhara tomaron el control de la zona occidental de Tigray para resolver una disputa territorial que data de décadas atrás. Afirman que les arrebataron la zona por la fuerza en 1992 después de que las fuerzas del TPLF derrocaran al gobierno comunista de la PDRE y dividieran el país en estados regionales étnicos. También han reclamado que los woredas (distritos) de Welkait, Tegede, Kafta Humera, Tselemti y Raya sean suyos.
Desde entonces, la zona ha estado bajo el control "de facto" de las autoridades regionales de Amhara. Su control se ha caracterizado por informes de violencia por motivos étnicos y desplazamientos forzados. En febrero de 2021, unos 45.000 civiles se habían visto obligados a abandonar la zona debido a ejecuciones extrajudiciales, detenciones arbitrarias y desapariciones de personas, especialmente hombres jóvenes. Un refugiado entrevistado por Reuters dijo que si no se hubieran ido cuando lo hicieron, las fuerzas amharas los habrían asesinado. Otros 41 refugiados entrevistados también han descrito ataques, saqueos y amenazas por parte de las fuerzas amhara.
En marzo de 2021, Mulu Nega, then leader of the federal-government-appointed Transitional Government of Tigray, afirmó que los administradores "de facto" amhara de Tigray occidental utilizaron la violencia contra los tigrayanos étnicos y los desplazaron por la fuerza. Yabsira Eshetie, administradora de la zona, negó las acusaciones. El Gobierno de Amhara también negó los informes de desplazamiento forzado y pidió al gobierno etíope que modificara la frontera entre las regiones de Amhara y Tigray. El secretario de Estado de Estados Unidos, Antony Blinken, afirmó que se habían producido actos de limpieza étnica en Tigray.

#### Refugiados en Sudán

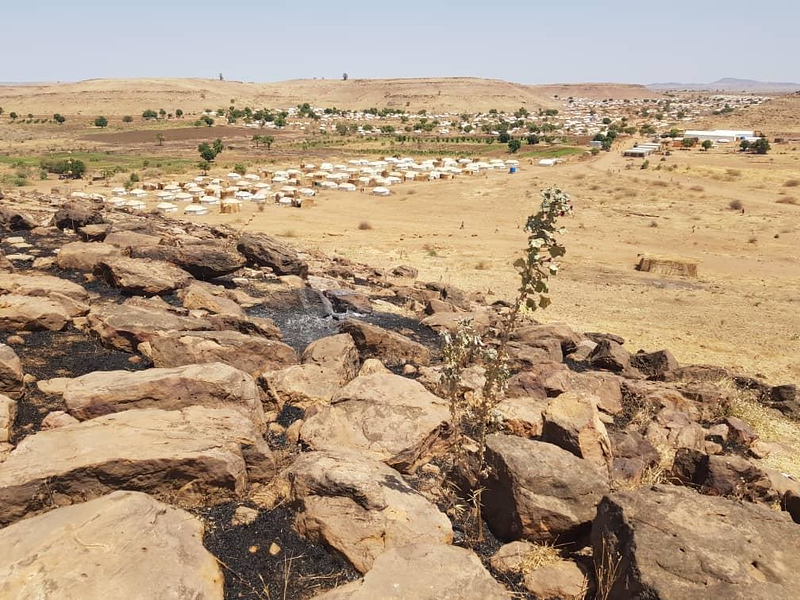
Campamento de refugiados etíopes en Sudán

Algunos tigrayanos que huyeron a Sudán como refugiados se encontrarían más tarde víctimas nuevamente de traficantes de personas a su llegada. Muchos refugiados habían testificado haber sido secuestrados, torturados regularmente y transportados a almacenes en Libia, donde muchos morirían debido a las malas condiciones de vida. Los refugiados eritreos se enfrentaron a riesgos similares, ya que, además de los traficantes, también corrían el riesgo de ser secuestrados por el gobierno eritreo. Esta situación empeoró aún más después de que Sudán decayera en violencia en 2023, colocando a los refugiados en mayor riesgo de ser secuestrados.

#### Refugiados eritreos
En noviembre de 2020, la ONU advirtió sobre una escasez de suministros "muy crítica" para los casi 100.000 refugiados eritreos que, antes de la guerra, estaban registrados en cuatro campos de la región de Tigray.  Más tarde, ese mismo mes, la ONU informó que la gente de Tigray estaba huyendo de Mekelle. El gobierno federal había advertido que "no habría piedad" si las fuerzas de Tigray y los residentes seguían entremezclados. Al 2 de febrero de 2021, 20.000 de los refugiados eritreos en Tigray, en su mayoría de los campamentos de Hitsats y Shimelba, seguían desaparecidos, según el Alto Comisionado de las Naciones Unidas para los Refugiados.

### Atropellos a derechos humanos
Numerosas fuentes han acusado a los gobiernos de Etiopía y Eritrea de cometer crímenes contra la humanidad mediante la limpieza étnica de los tigrayanos. Los gobiernos de Etiopía y Eritrea también han sido acusados de genocidio. Según el enviado especial de la UE a Etiopía, Pekka Haavisto, altos funcionarios del gobierno etíope pidieron "aniquilar" a todos los tigrayanos durante 100 años. El Gobierno etíope ha negado las acusaciones. De manera similar, la Fuerza de Defensa de Tigray cometió asesinatos y violaciones de niñas amharas de tan solo 14 años.
El 4 de junio de 2021, la organización sin fines de lucro Genocide Watch clasificó los eventos en Tigray como el paso 9 del genocidio (erradicación), así como el paso 10 (negación).
El 20 de noviembre de 2021 emitieron otra alerta de emergencia, en la que afirmaban que "ambos bandos están cometiendo genocidio", haciendo referencia a las detenciones de miles de personas por su identidad étnica oromo o tigray, y argumentando que "el discurso de odio y los llamamientos a la guerra del primer ministro Abiy Ahmed", junto con los ataques del ENDF y el TPLF, colocan a Etiopía en las etapas 4 (deshumanización), 6 (polarización), 8 (persecución) y 9 (exterminio) de las diez etapas del genocidio.

#### Discriminación étnica de los tigrayanos
Durante la guerra de Tigray se produjo una discriminación étnica contra los tigrayanos, en la que los etíopes de etnia tigray fueron puestos en licencia indefinida de Ethiopian Airlines o se les negó el permiso para embarcar, se les impidió viajar al exterior, y una "orden de identificación de los tigrayanos étnicos de todas las agencias gubernamentales y ONG" que está siendo utilizada por la policía federal para solicitar una lista de los tigrayanos étnicos a una oficina del Programa Mundial de Alimentos. Se registraron arbitrariamente las casas de los tigrayanos y se suspendieron sus cuentas bancarias. Durante el conflicto, muchos tigrayanos fueron objeto de discriminación tanto profesional como social, y muchos fueron despedidos o insultados cuando estaban en público como resultado del conflicto, como por ejemplo, a los miembros del ejército tigrayano se les confiscaron las armas o se les despidió de sus funciones. Un foco de este tipo de discriminación se produjo en Adís Abeba, donde se produjeron desapariciones de importantes funcionarios etíopes y detenciones de tigrayanos por apoyar al TPLF, que fue designado como organización terrorista en mayo de 2021 por el parlamento etíope.
Según funcionarios de las Naciones Unidas, los miembros de etnia tigray de los componentes etíopes de las misiones de mantenimiento de la paz de las Naciones Unidas fueron desarmados y algunos fueron devueltos a Etiopía por la fuerza, con riesgo de ser torturados o ejecutados. El Grupo de Trabajo sobre el Estado de Emergencia afirmó que los cascos azules tigrayanos fueron devueltos a Etiopía debido a la "infiltración de elementos del TPLF en varias entidades".
El 1 de noviembre de 2021, el primer ministro Abiy Ahmed declaró que "debemos seguir de cerca a quienes trabajan para el enemigo y viven entre nosotros", cuando llegaron informes de una nueva redada de miembros de la etnia tigray desde Adís Abeba.

### Violencia sexual

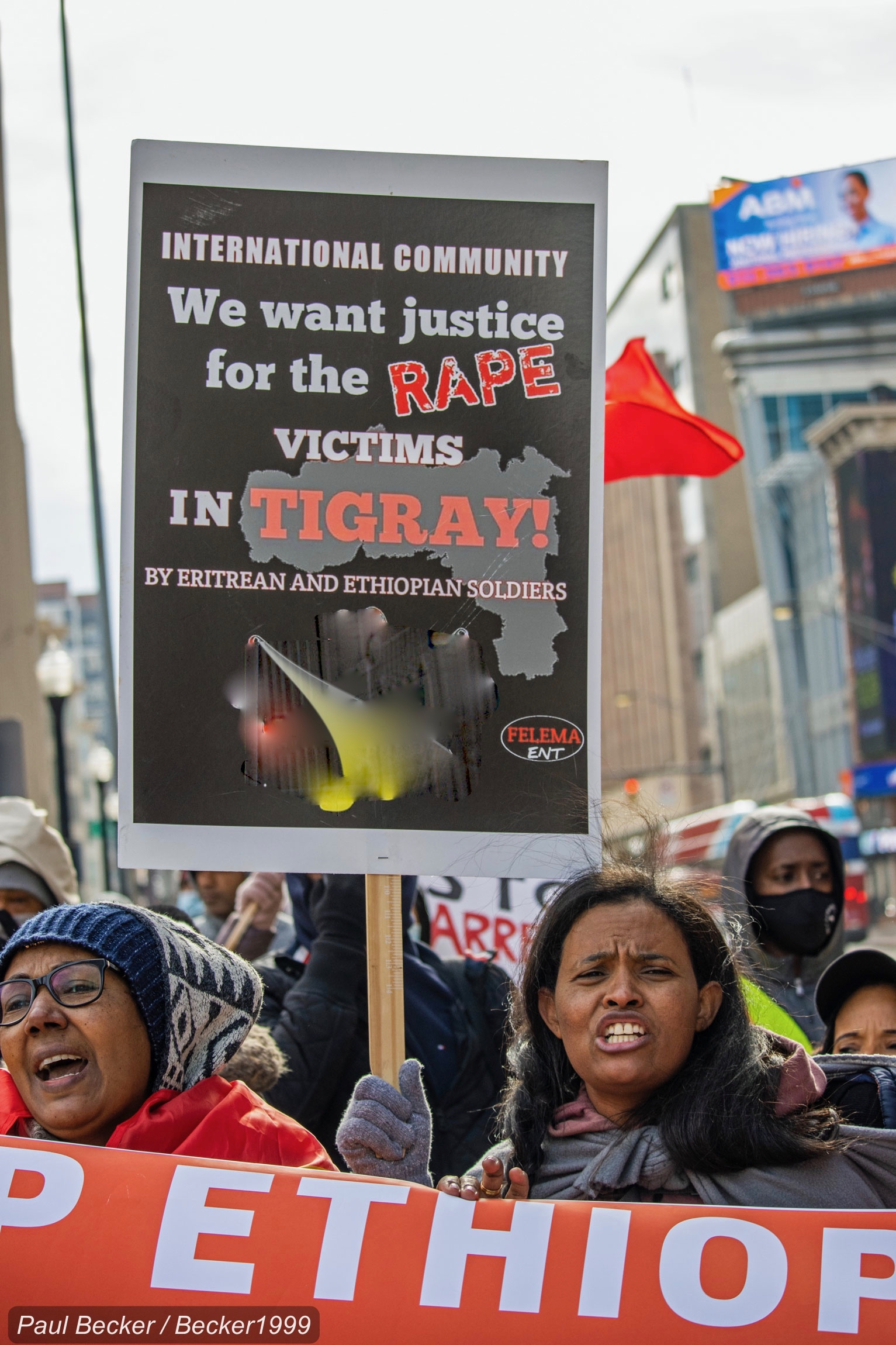
Protestas contra la violencia sexual en Tigray

La violación y la violencia sexual en tiempos de guerra también fueron generalizadas y fueron perpetradas por prácticamente todos los bandos.
Hubo "informes profundamente preocupantes de violencia sexual y de género, ejecuciones extrajudiciales, [y] destrucción y saqueo generalizados de propiedad pública y privada por todas las partes", según el Alto Comisionado de las Naciones Unidas para los Derechos Humanos. Entre diciembre de 2020 y enero de 2021 se denunciaron más de 136 casos de violación en hospitales de Mekelle, Ayder, Adigrat y Wukro, en el este de Tigray, y hay indicios de que hay muchos más casos de este tipo que no se denuncian. En agosto de 2021, había entre 512 y 514 víctimas de violación registradas en hospitales etíopes; sin embargo el número total puede ser mucho mayor y puede ser tan grande como 120,000 según algunas estimaciones,
Ha habido "informes profundamente angustiantes de violencia sexual y de género, ejecuciones extrajudiciales, [y] la destrucción y el saqueo generalizados de propiedad pública y privada por parte de todas las partes", según el Alto Comisionado de las Naciones Unidas para los Derechos Humanos. También se han notificado más de 136 casos de violación en hospitales de Mekelle, Ayder, Adigrat y Wukro, en el este de la región de Tigray, entre diciembre de 2020 y enero de 2021, con indicios de que hay muchos más casos de este tipo no denunciados. y muchas fuentes creen que la violencia sexual en Tigray fue cometida intencionalmente con el propósito de destruir la moral del enemigo, genocidio y limpieza genética de ciertas poblaciones, y para propagar las ETS como una forma de guerra biológica.
A menudo, los soldados y las milicias sometieron a mujeres y niñas tigrayanas, incluidas mujeres embarazadas y niñas, a violaciones, violaciones en grupo, esclavitud sexual, mutilaciones sexuales y otras formas de tortura sexual. Esta violencia sexual suele ir acompañada de otras formas de abuso físico y mental, como quemar a las víctimas con hierro candente o cigarrillos, introducirles clavos o varillas de metal en los genitales, violarlas delante de sus familiares, obligarlas a violar a sus familiares, insultarlas con palabras despectivas e insultos étnicos, entre otras formas de violencia.
También hubo informes de que las fuerzas de Tigrayenses habían violado en grupo a docenas de mujeres y niñas menores de edad en al menos dos ciudades de la Región de Amhara, y niñas, algunas de tan solo 14 años, fueron identificadas como víctimas de violación en las ciudades de Chenna y Kobo en agosto y septiembre de 2021. Tras sufrir violencia sexual, muchas mujeres se infectan con ITS como el VIH y tienen dificultades para obtener tratamiento debido a la vergüenza, así como al colapso de la infraestructura médica causado por la guerra.

### Investigaciones
Las investigaciones sobre los crímenes de guerra incluyen la Comisión Etíope de Derechos Humanos (EHRC) y la Oficina del Alto Comisionado de las Naciones Unidas para los Derechos Humanos (ACNUDH) investigación conjunta de la EHRC y la ACNUDH sobre Tigray, y la investigación de la CADHP sobre Tigray realizada por la Comisión Africana de Derechos Humanos y de los Pueblos (CADHP).

## Rol de las redes sociales
Claire Wilmot, escribiendo en The Washington Post, descubrió que se abrió un número significativo de nuevas cuentas de Twitter de un solo tema inmediatamente después de los ataques del 4 de noviembre. La mayoría parecían ser relatos auténticos de personas que buscaban crear conciencia internacional sobre el conflicto en medio de un apagón de comunicaciones en Tigray. El gobierno etíope citó la desinformación y el discurso de odio para justificar los apagones de comunicaciones. Los investigadores sugirieron que reducir el acceso a la información podría ayudar a crear contextos en los que la desinformación pudiera prosperar, ya que reduce la capacidad de verificar la información. El gobierno etíope trató de controlar el entorno de la información posicionándose como el único proveedor de información confiable. En febrero, grupos progubernamentales pidieron a sus partidarios en Etiopía y la diáspora que combatieran lo que llamaron "noticias falsas del FLPT" en línea. Los grupos progubernamentales utilizaron tácticas similares a las de los grupos pro-FLPT para impulsar su narrativa del conflicto, aunque hasta el 5 de febrero, las campañas progubernamentales habían producido menos tuits en general. BBC News mostró ejemplos de fotografías manipuladas que respaldaban de manera engañosa tanto al gobierno federal etíope como al FLPT. Los investigadores descubrieron que los grupos utilizan tácticas como campañas de "copiar y pegar" alojadas en sitios web, que incluyen instrucciones para abrir nuevas cuentas, copiar y pegar tuits escritos previamente y etiquetar personas influyentes. Ambas campañas produjeron información y desinformación, aunque la mayoría del contenido producido fue de naturaleza activista. Wilmot sugirió que las líneas entre la actividad política auténtica y la manipulación deliberada del contenido en línea durante el conflicto se difuminaron cada vez más.

## Persecución étnica contra los tigranios
Los perfiles étnicos contra los tigranios ocurrieron durante la guerra de Tigray, y los etíopes de etnia tigray recibieron una licencia indefinida de Ethiopian Airlines o se les negó el permiso para abordar, se les impidió viajar al extranjero, y una "orden para identificar a los tigranios étnicos de todas las agencias gubernamentales y ONG" que están siendo utilizadas por la policía federal para solicitar una lista de personas de etnia tigraya a una oficina del Programa Mundial de Alimentos. Se registraron arbitrariamente las casas de los tigranios y se suspendieron las cuentas bancarias de tigranios. Los miembros de etnia tigrayan de los componentes etíopes de las misiones de mantenimiento de la paz de las Naciones Unidas fueron desarmados y algunos obligados a volar de regreso a Etiopía, bajo riesgo de tortura o ejecución, según funcionarios de las Naciones Unidas.

## Proceso de paz
Se hicieron varias propuestas de negociaciones de paz involucraron a algunos de los principales grupos involucrados en la guerra. Alrededor del 9 de noviembre de 2020, Debretsion pidió a la Unión Africana que detuviera la guerra y solicitó negociaciones de paz; Abiy se negó a negociar. Del 25 al 27 de noviembre, un trío de expresidentes africanos designados por el presidente de la UA, Cyril Ramaphosa, visitaron Etiopía con el objetivo de mediar; se reunieron con Abiy y representantes del Gobierno de Transición de Tigray que reemplazó oficialmente al gobierno electo de FLPT en Tigray. Una cumbre de emergencia de la Autoridad Intergubernamental para el Desarrollo de jefes de Gobierno y de estado de África Oriental se reunió el 20 de diciembre de 2020 en Yibuti, lo que resultó en una declaración de apoyo al orden constitucional etíope y al acceso humanitario a la región de Tigray.
El 19 de febrero de 2021, el FLPT expresó su deseo de negociaciones de paz, declarando ocho condiciones previas para las negociaciones. El 20 de febrero, el Congreso Nacional de Gran Tigray (Baytona), el Partido de la Independencia de Tigray (TIP) y Salsay Weyane Tigray (SAWET) publicaron seis demandas a la comunidad internacional que coincidían estrechamente con las condiciones previas del FLPT.
Aunque la guerra aún no había concluido completamente, el 2 de noviembre de 2022, el gobierno etíope y los líderes del Tigray firmaron un acuerdo de paz, con la Unión Africana como mediador, y acordaron un "desarme ordenado, fluido y coordinado". El acuerdo se hizo efectivo al día siguiente, el 3 de noviembre, marcando el segundo aniversario de la guerra.

## Reacciones

### Nacionales
- El Frente para la Liberación Nacional de Ogaden (FLNO) expresó su preocupación por el "estallido de la guerra en Tigray y sus alrededores" y condenó la "decisión del presidente Mustafe de presentar a los somalíes en Etiopía como partidarios de la guerra contra Tigray".[327]
- El 12 de noviembre de 2020, el presidente del FLPT, Debretsion Gebremichael, negó la acusación y la rendición al afirmar: "todavía estamos aguantando. Esta gente no puede derrotarnos. No podemos ser derrotados".[328]

### Internacionales
- Las Naciones Unidas (ONU) han advertido contra el surgimiento de una gran crisis humanitaria, en caso de que surja un conflicto a gran escala.[329]
- La Unión Africana (UA) pidió "el cese inmediato de las hostilidades y exhorta a las partes a respetar los derechos humanos y garantizar la protección de los civiles".[330]
- El ministro de Relaciones Exteriores de Canadá, François-Philippe Champagne, expresó su preocupación por la situación y pidió a todas las partes que muestren moderación. Champagne también pidió una solución pacífica y la protección de los civiles.[331]
- El secretario de Relaciones exteriores del Reino Unido, Dominic Raab, dijo que había hablado con Abiy e instó a "reducir la escalada del conflicto de Tigray" y afirmó además que "los civiles y el acceso humanitario deben ser protegidos".[332]
- El secretario de Estado de Estados Unidos, Mike Pompeo, expresó "tristeza por la trágica pérdida de vidas" e instó a que se reduzca la escalada del conflicto y se tomen medidas inmediatas para restaurar la paz. Pompeo también dijo que la protección de los civiles era "esencial".[333]

### Protestas de la diáspora en el extranjero
Fuera de Etiopía, grupos de personas de la diáspora de Tigray y de ascendencia eritrea salieron a las calles para protestar contra el conflicto. Estas protestas incluyen:
- El 9 de noviembre en Washington D. C. (Estados Unidos)[334]
- El 12 de noviembre en Denver (Estados Unidos)[335]
- El 14 de noviembre en los Países Bajos[336]
- El 18 de noviembre en Las Vegas (Estados Unidos)[337]
- El 21 de noviembre en Stavanger (Noruega)[338]
- El 25 de noviembre en Sudáfrica[339]
- El 1 de diciembre en Bruselas (Bélgica), en la sede de la Unión Europea.